# Richard Haldane
Richard Burdon Haldane OM (1856. július 30. – 1928. augusztus 19.) brit liberális politikus, ügyvéd, filozófus.

## Élete

### Ifjúkora
Haldane 1856-ban született Edinburghban, Robert Haldane és Elizabeth Haldane gyermekeként. Felsőfokú tanulmányait az Edinburgh Egyetemen (Edinburgh University) és a Gottingen Egyetemen (Gottingen University) végezte, ezt követően pedig Londonban jogot tanult. Jogi diplomájának megszerzését követően az ügyvédi pályán helyezkedett el (1879 körül), é sikeres pályát futott be. Ekkoriban kezdődött érdeklődése a politika iránt. Haldane alapvetően liberális gondolkodású volt, így hamar a brit Liberális Párt elkötelezett hívévé vált.

### Politikai pályafutása
A Liberális Párt tagjaként sikeresen politizált, 1885-ben a brit parlament tagjává választották. Haldane sikeres üzletemberként kivette a részét az adományozásból is. 1895-ben igen jelentős összeggel támogatta a Londoni Közgazdaságtudományi Egyetemet (London School of Economics). 1905-ben Sir Henry Campbell Bannerman kormányában mint hadügyminiszter tevékenykedett. Hadügyminiszterként korán felismerte, hogy a „Nagy Háború” szinte elkerülhetetlen, ezért javaslatára megkezdődött a Brit Expedíciós Erők (British Expeditionary Force) felállítása. Hadügyminiszteri megbízatása vége felé Berlinbe utazott, hogy megpróbálkozzon az angol-német kapcsolatok javításán, ám nem ért el különösebb sikereket. A hadügyminiszteri posztot egészen 1912-ig megtartotta.
1912. június 10-én lordkancellárrá nevezték ki.
Herbert Asquith híve volt, s sokáig kitartott a politikus mellett. Haldane az 1920-as években vonult vissza a politikától, és idejének java részében filozófiai témájú könyveinek írásával, valamint dékáni teendőivel (két angol egyetem is vezetőjévé nevezte ki) foglalkozott.
Perstshire-ben hunyt el, életének 72. évében. Önéletrajzát 1929-ben adták ki.